# Проспект 50-летия Октября (Улан-Удэ)
Проспе́кт 50-ле́тия Октября́ — одна из основных магистралей города Улан-Удэ. Длина — 1780 метров.
Прежние имена — Сергиевская улица, Мухинская улица (1920—1930-е годы), позже — улица Мухина. Переименована в 1967 году к юбилею Октябрьской революции.

## География проспекта

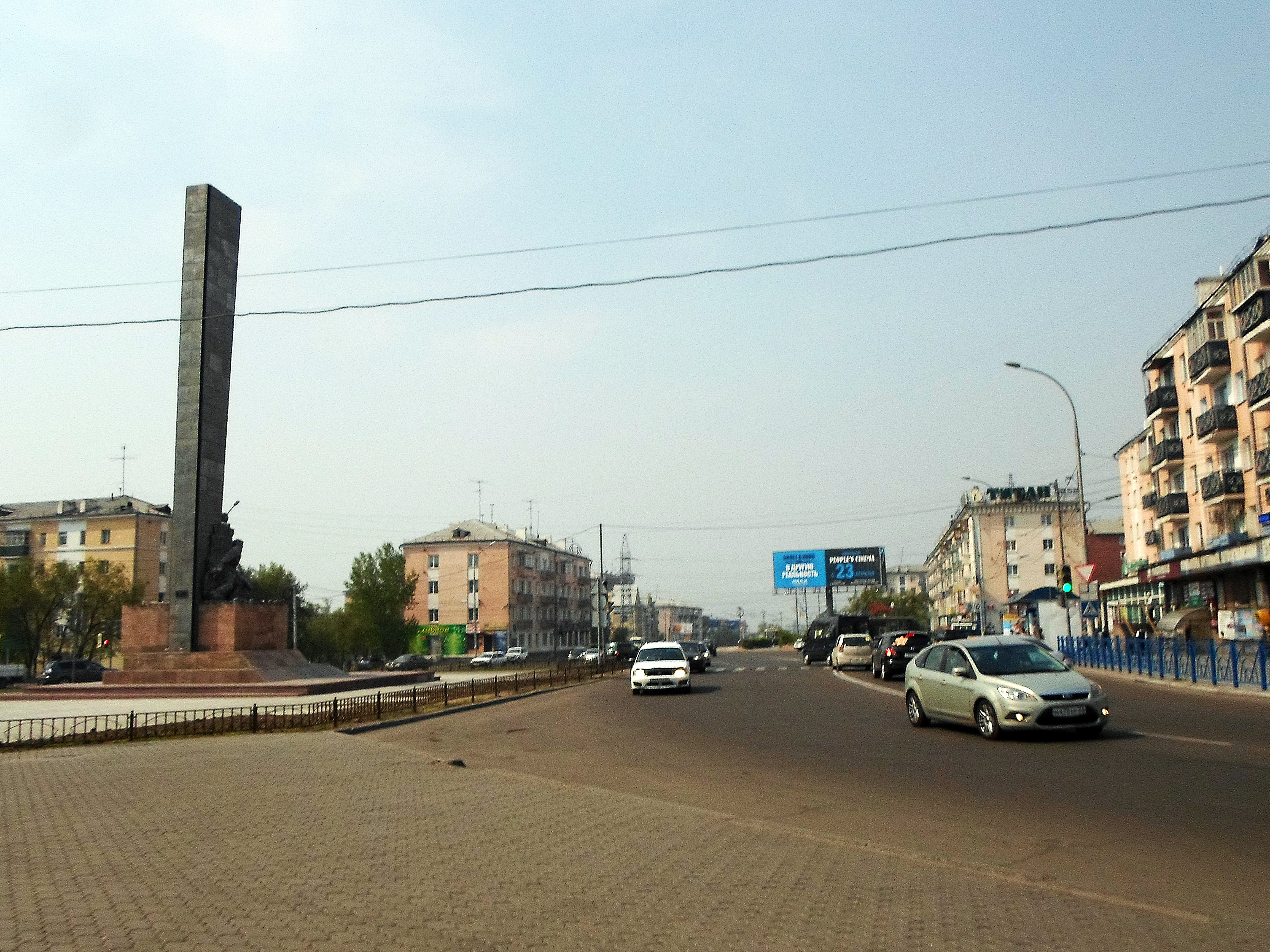
Комсомольская площадь. Вид на юго-запад

Проходит в Железнодорожном районе города, постепенно поднимаясь с юго-запада на северо-восток. Начинается на границе с Советским районом продолжением улицы Ербанова под железнодорожным мостом Транссибирской магистрали. Пересекается улицами: Революции 1905 года (транспортной развязкой), Цивилёва, Гагарина.
От проспекта отходят в северо-западном направлении улицы: Пушкина, Чертенкова, Жуковского; на Комсомольской площади проспект V-образно разветвляется — 350-метровый участок направления на север перед физкультурно-спортивным комплексом (ФСК Улан-Удэ) продолжается улицами Маяковского и Комсомольской, перед ними на северо-восток отходит Октябрьская улица; магистральное направление на восток идёт вдоль южной ограды парка имени Орешкова до соединения с улицей Лимонова (бывшая ул. Медицинская) у заводоуправления Улан-Удэнского локомотивовагоноремонтного завода.

## История проспекта

Памятник воинам Бурятии, павшим смертью героев в годы Великой Отечественной войны

Улица, соединяющая Читинский и Иркутский тракт, появилась в 1890 году. К визиту цесаревича Николая (июнь 1891 года) была прорублена широкая просека через лес. Таким образом, цесаревич мог въехать в город не по Трактовой улице, которая проходила рядом с Троицким кладбищем, а по Большой. Новая улица получила название Сергиевская.
Постановлением № 39 от 13 июня 1924 года Верхнеудинский горсовет переименовал Сергиевскую улицу в Мухинскую. Улица была названа именем Ф. Н. Мухина (1878—1919) — председателя Амурского Совнаркома, Амурского областного совета, Благовещенского горсовета, начальника подпольного штаба.
Мухинская улица начала активно развиваться в первой половине 1930-х годов во время строительства Верхнеудинского паровозовагоноремонтного завода (ПВРЗ, позднее ПВЗ). Развитие улицы сдерживала железнодорожная линия Транссиба, отрезавшая улицу от центральной части города. Движение транспорта через линию железной дороги было ограничено из-за необорудованного переезда, который в 1930-е годы назывался «старый переезд». Основной поток транспорта из города на Читинский тракт и ПВЗ шёл по Трактовой улице и переезду через линию железной дороги на улице Куйбышева в 1 км к юго-востоку от Мухинской.
20 сентября 1938 года Горавтотранс открыл новую автобусную линию «Железнодорожный вокзал — Город» с остановкой на Мухинской улице (вероятно, современная остановка «Элеватор»). В 1941 году автобусы ходили по Мухинской до ПВЗ.
Вместе со строительством паровозовагоноремонтного завода началось строительство социалистического города ПВЗ. В 1939 году на улице появился парк ПВЗ (позднее парк им. Орешкова).
В начале 1940 года ВЦСПС выделил 500 тысяч рублей на строительство стадиона. Тогда же было определено и место под спортивное сооружение: сосновый бор между Мухинской и ПВЗ. До начала Великой Отечественной войны строительные работы не были начаты. Стадион был построен в 1948 году по проекту архитектора А. Р. Вампилова, и назван в честь 25-летия Бурятской АССР. В 2007 году стадион был снесён. 25 февраля 2012 года на его месте была сдана в эксплуатацию первая очередь физкультурно-спортивного комплекса (ФСК Улан-Удэ).
В конце 1940-х годов улица была замощена.
В 1954—1956 годах по проекту института «Сибгипротранспроект» был построен путепровод через линию Транссибирской магистрали между улицами Читинская (современная улица Ербанова) и Мухина.
В 1966 году ленинградский институт Гипрогор разработал проект планировки и застройки города Улан-Удэ (архитектор Л. Н. Путерман). В 1967 году была построена вторая очередь путепровода между улицей Ербанова и проспектом 50-летия Октября с комплексом двухсторонних развязок. Это позволило разрешить транспортную проблему связи центра города с Железнодорожным районом.
В ходе реализации проекта в 1970-е годы завершилось образование Комсомольской площади (1975 год) и подходов к стадиону им. 25-летия Бурятской АССР, на подъезде к которому (просп. 50-летия Октября, ул. Маяковского, Комсомольская ул.) по проекту архитектора А. П. Яковлева был построен 15-й квартал. В 1979 году на Всероссийском конкурсе осуществлённых проектов, проводимом Госстроем СССР, комплекс 15-го квартала был удостоен III премии.

## Транспорт

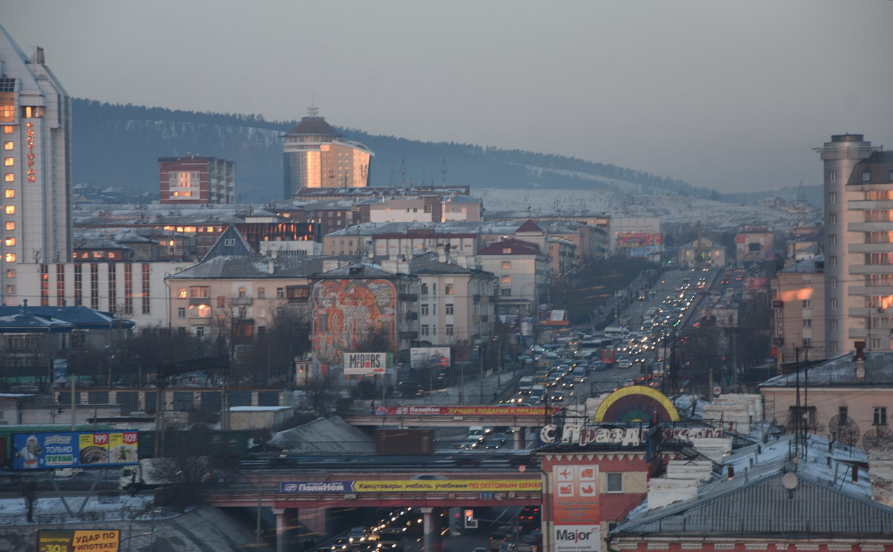
Общий план проспекта в начале 2017 года.

Проспект является основной транспортной магистралью, связывающей Железнодорожный и Советский районы города. По нему проходят главная кольцевая трамвайная линия Улан-Удэ (кроме ответвления на север от Комсомольской площади), многочисленные автобусные линии и линии маршрутных такси.
По проспекту пролегают начальные пути от центра Улан-Удэ на север и восток Бурятии, а также в Забайкальский край, переходящие к периферии городского округа в региональные магистрали Р438 «Баргузинский тракт» и Р436 «Улан-Удэ — Романовка — Чита» (Читинский тракт).

## Здания
Проспект застроен преимущественно в 1950—1960 годы пятиэтажными кирпичными жилыми домами. В 1954 году по типовому проекту архитектора З. О. Брод был построен кинотеатр «Октябрь» (просп. 50-летия Октября, 31) на Комсомольской площади. Из новостроек выделяется комплекс «Саган Морин» (угол ул. Гагарина), представляющий высотную гостиницу и обширный торговый центр, выходящие на проспект.
В июне 2013 года в юго-западной части парка имени Орешкова, выходящей на проспект 50-летия Октября, началось строительство Успенского собора — нового кафедрального храма Улан-Удэнской и Бурятской епархии РПЦ.

## Достопримечательности
- Памятник воинам Бурятии, павшим смертью героев в годы Великой Отечественной войны 1941—1945 гг. Комсомольская площадь. Скульптор — А. И. Тимин, архитектор — В. Г. Бельгаев. Бронза, гранит. Открыт 9 мая 1970 года в день 25-летия Победы. В памятнике замуровано письмо-послание комсомольцев 1970-х годов молодёжи XXI века с обращением вскрыть письмо 29 октября 2018 года в 100-летний юбилей Ленинского комсомола.

## Объекты культурного наследия
- В 1967 году в парке им. Орешкова установлен бюст Орешкова С. Н., Героя Советского Союза, повторившего подвиг А. Матросова. Скульптор Интизарьян, архитектор Смирнов. Памятник истории.

## Галерея

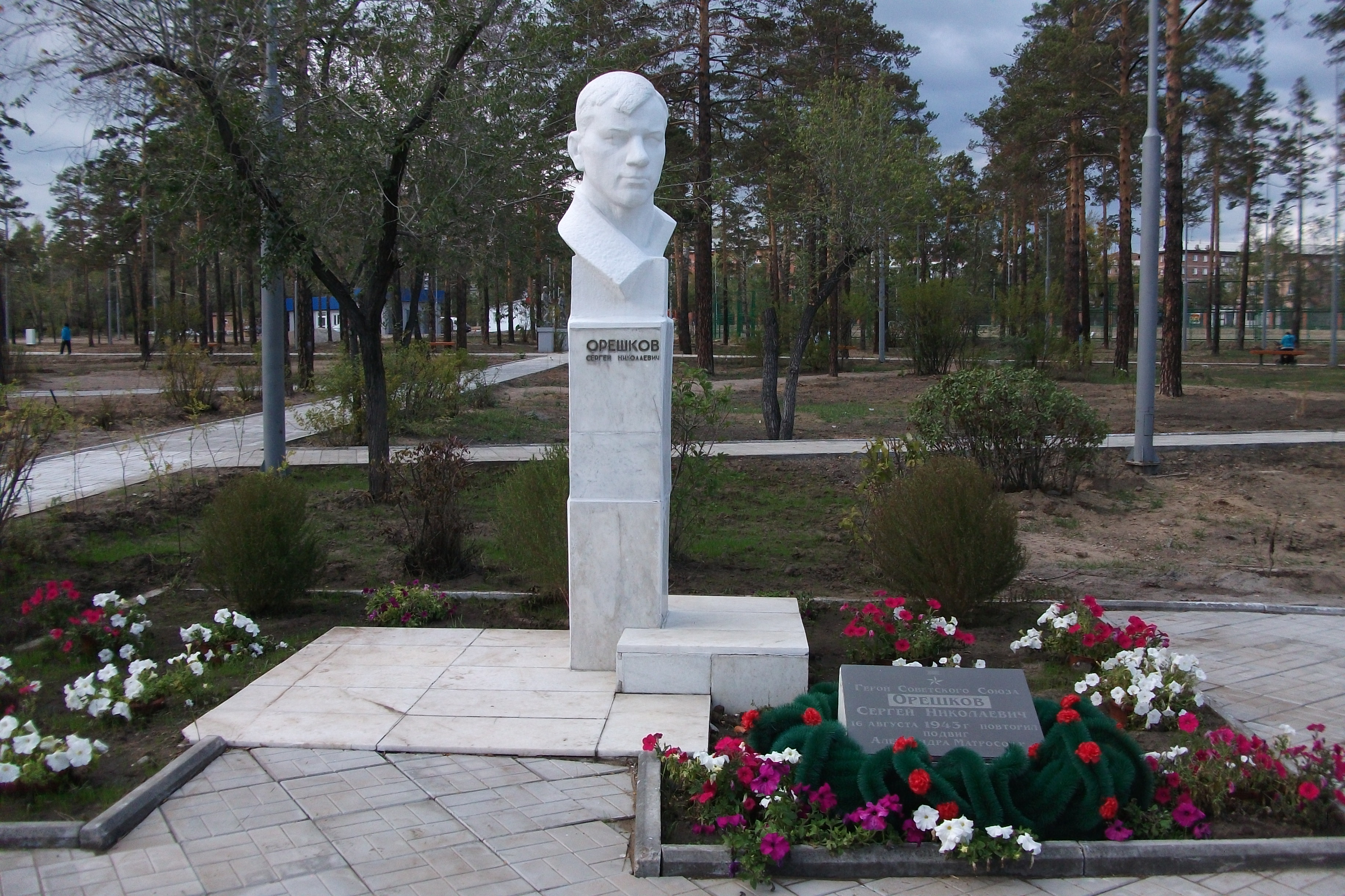
Памятник С. Н. Орешкову, герою Советского Союза
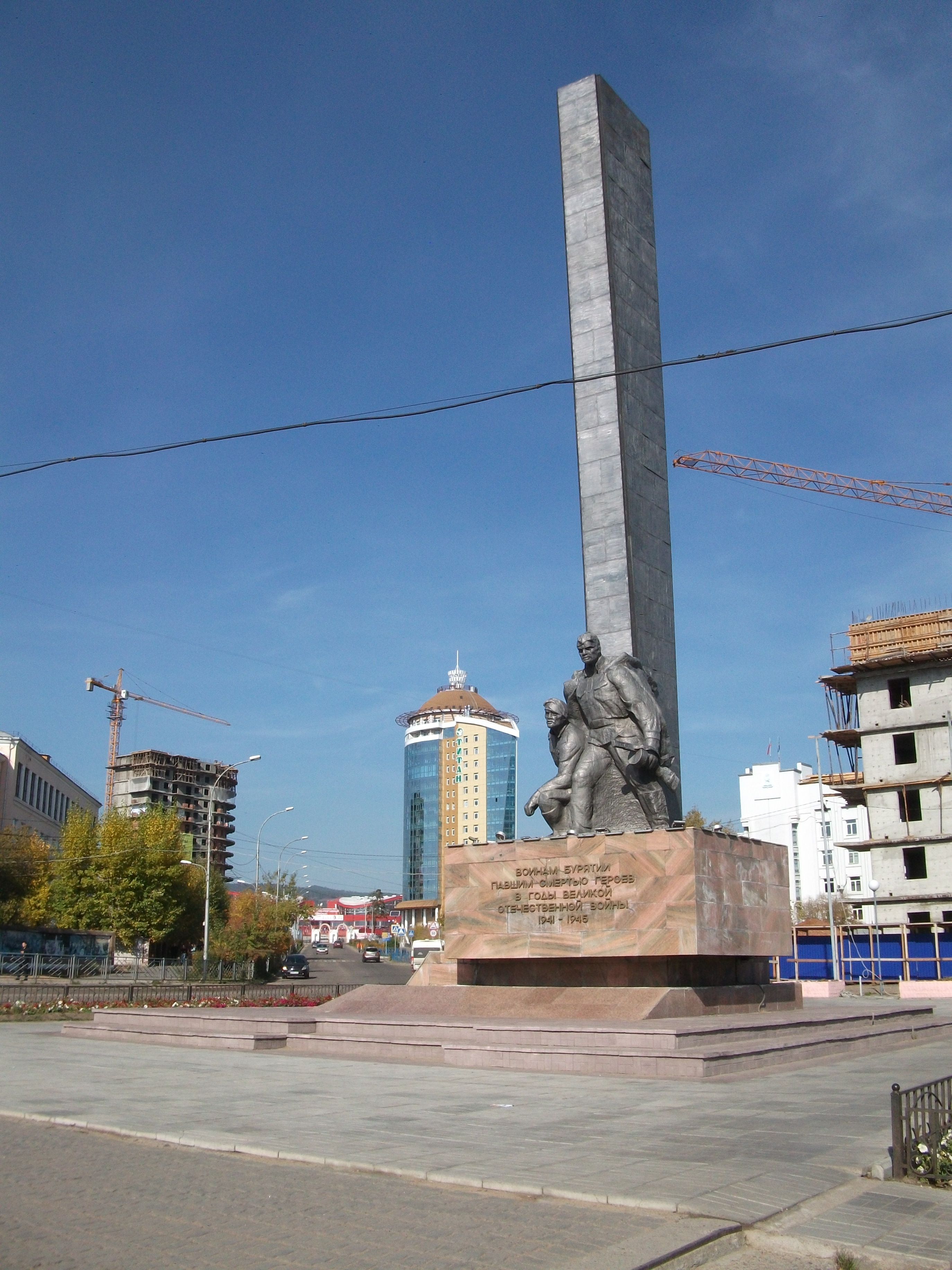
Комсомольская площадь
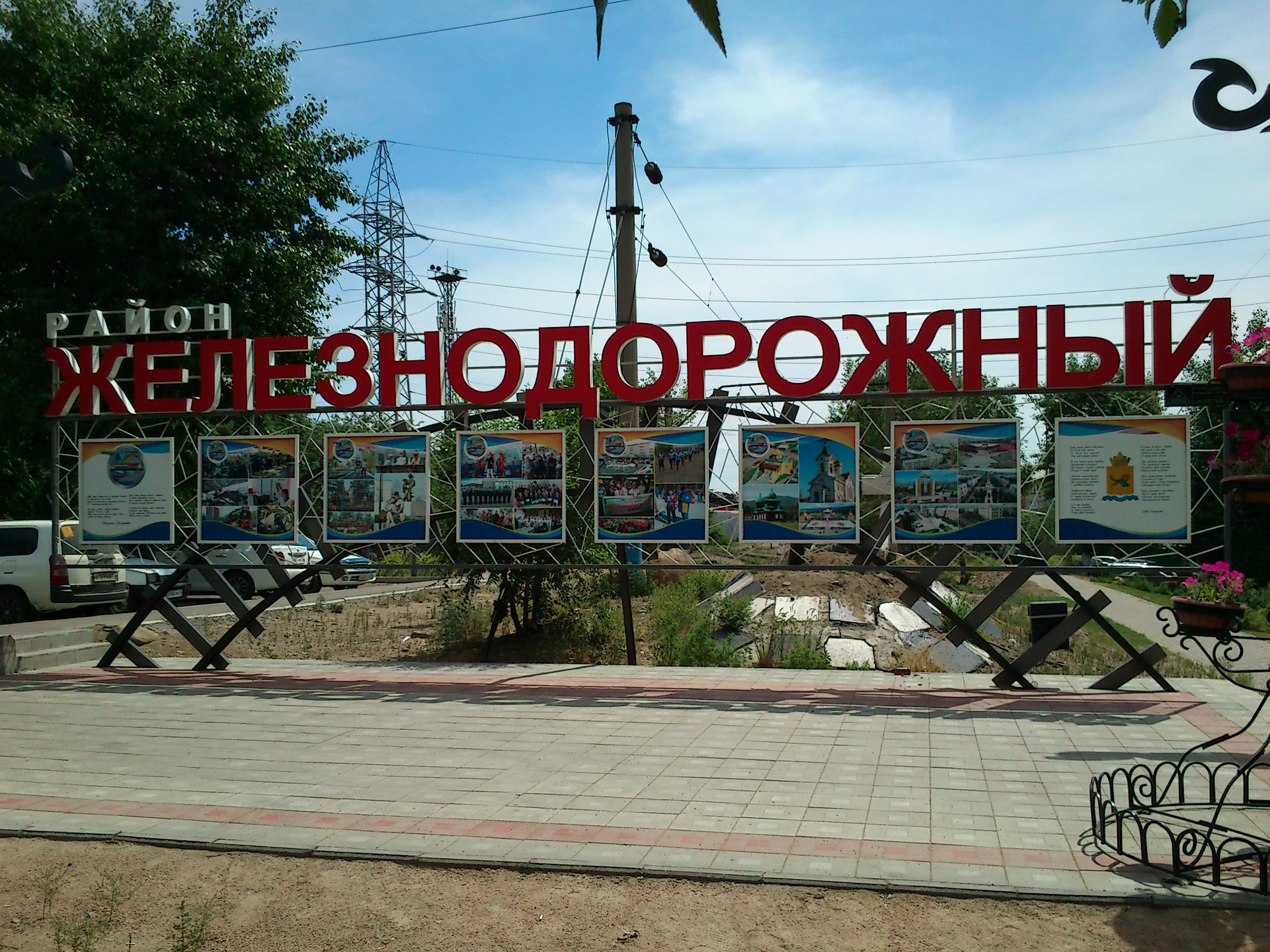
Скульптурная композиция
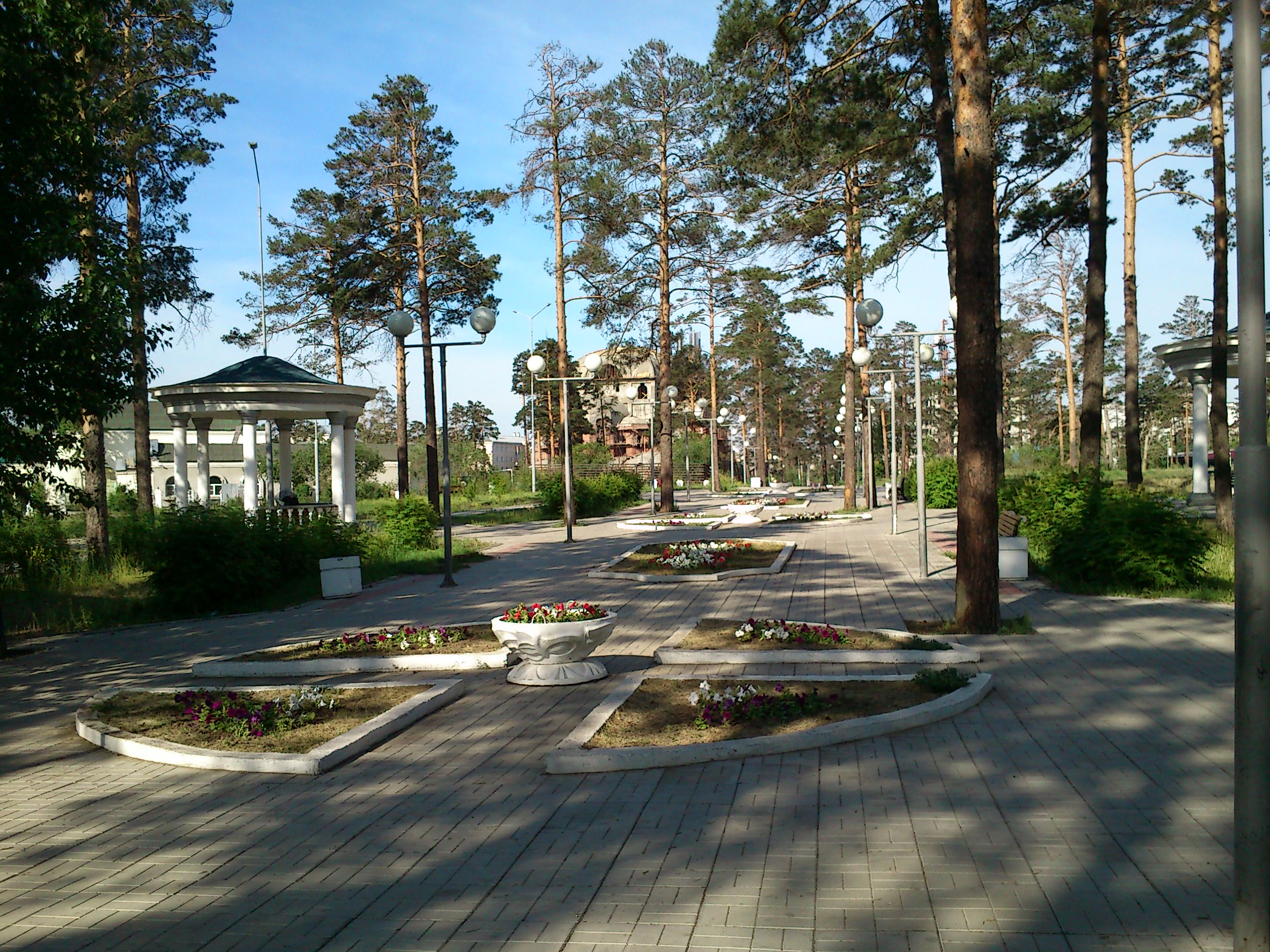
Парк имени С. Н. Орешкова
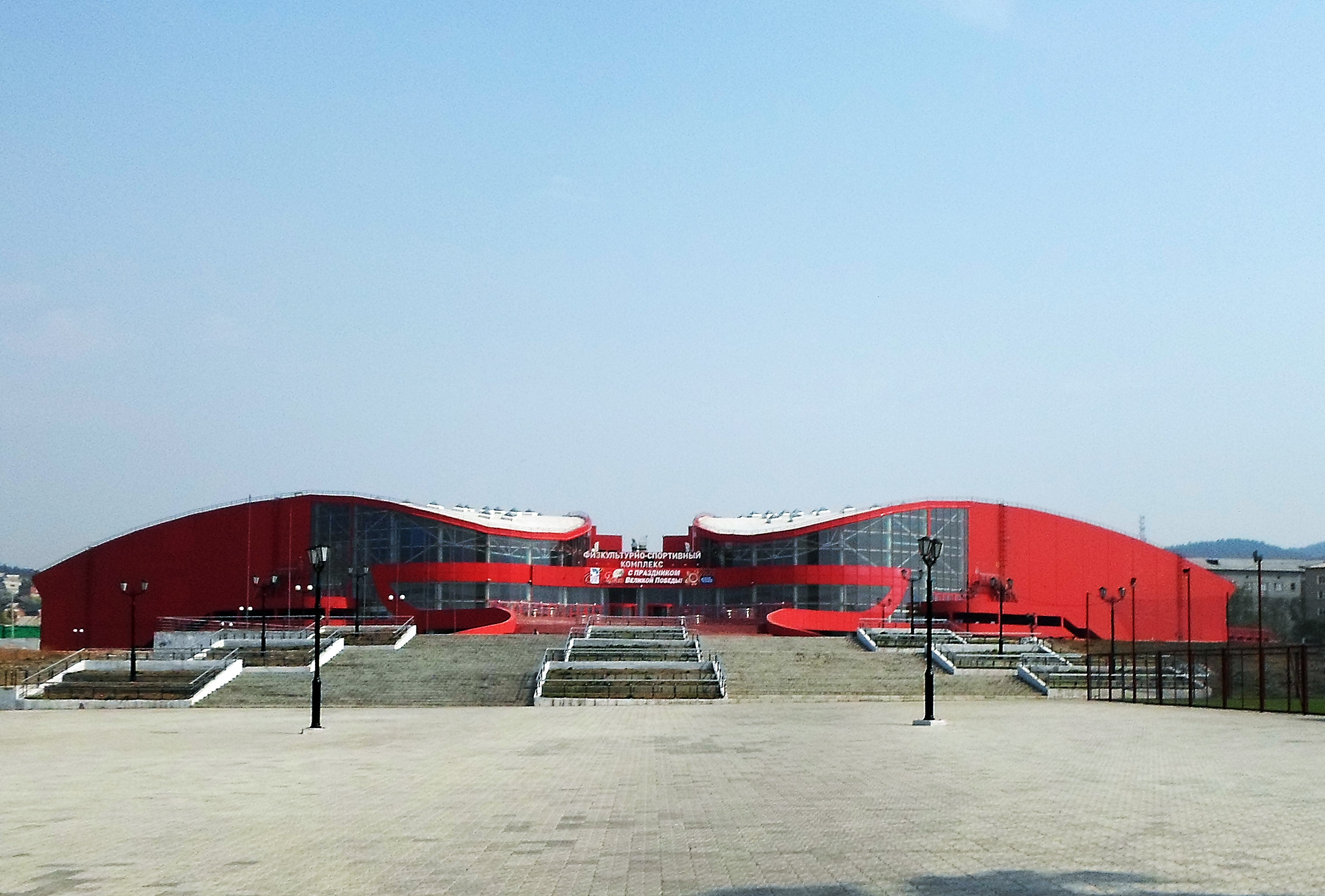
Физкультурно-спортивный комплекс
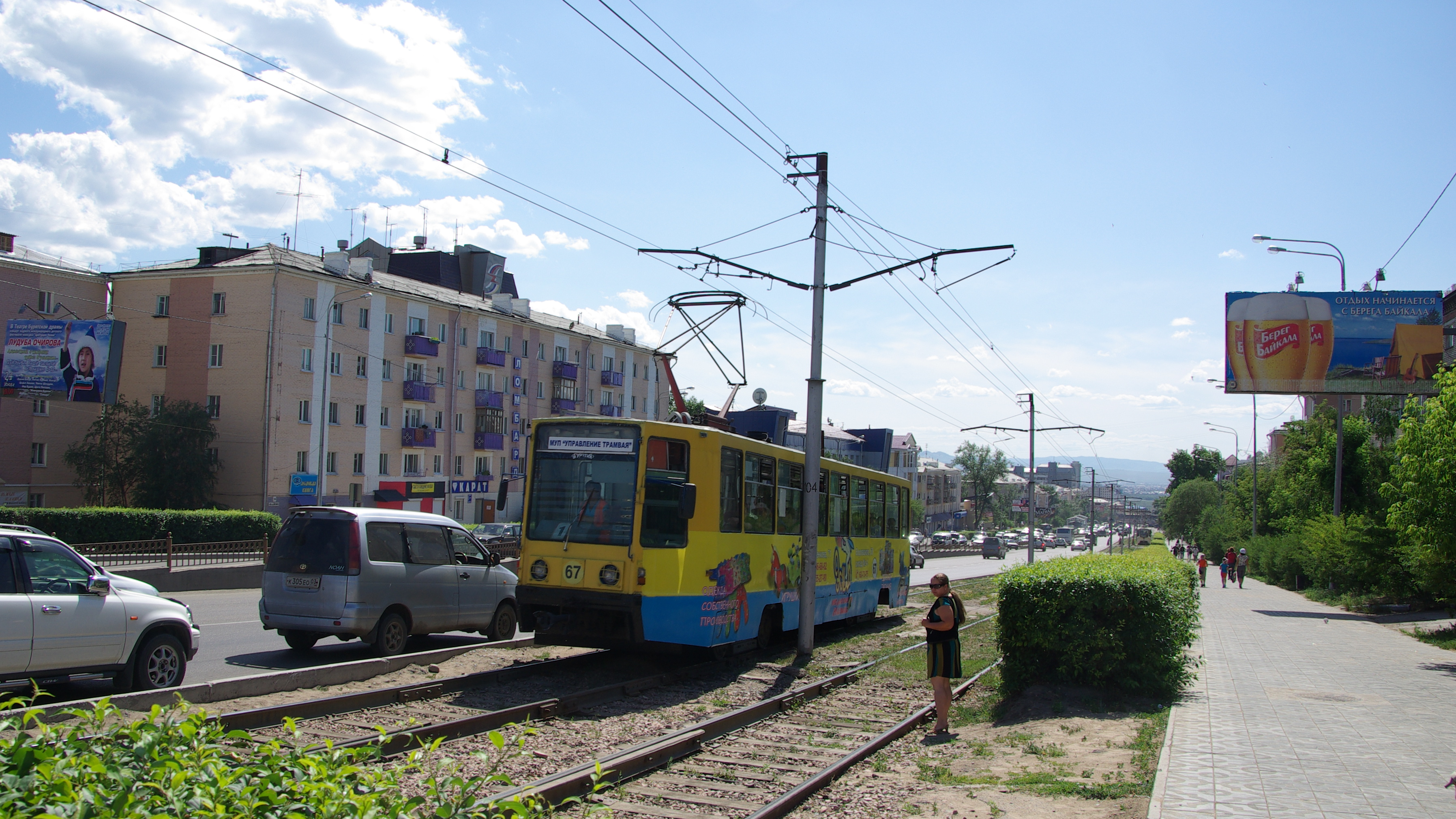
Трамвай